# Општина Керекиу (Бихор)
Керекиу (рум. Cherechiu) општина је у Румунији у округу Бихор.
Oпштина се налази на надморској висини од 104 m.